# Ahmad Ismail Ali
Ahmad Ismail Ali (14 de octubre de 1917 - 26 de diciembre de 1974) fue un militar egipcio, Comandante en Jefe del ejército y ministro de la Guerra al declararse el enfrentamiento del Yom Kippur con Israel en 1973.
Graduado de la academia militar de El Cairo en 1938, sirvió para los aliados durante la Segunda Guerra Mundial. Fue comandante durante la guerra de la Independencia de Israel en 1948 a cargo de una brigada. Entrenado en el Reino Unido y más tarde en la Unión Soviética, participó en la guerra de Suez en 1956 y en la de los Seis Días en 1967.
Nombrado Jefe del Estado Mayor en 1969, fue cesado al poco tiempo por el presidente, Gamal Abdel Nasser, a raíz de las incursiones aéreas israelíes sobre territorio egipcio que no habían sido repelidas. No obstante, muerto Nasser, Anwar el-Sadat lo nombró Jefe del Servicio de Inteligencia en 1970. En octubre de 1972 acompañó a primer ministro Aziz Sidqi en una visita a Moscú, destacando poco después por sofocar un golpe de Estado. Al poco fue nombrado ministro de Guerra en sustitución de Muhammad Sadeq que se había manifestado contrario a la influencia soviética en Egipto.
Su faceta más conocida fue la preparación del ataque por sorpresa a Israel, planificado junto a Siria, en la conocida como guerra de Yom Kipur que, finalmente, se saldó con un fracaso del ejército egipcio. No obstante, su apoyo a la estrategia para cruzar el Canal de Suez ideada por el jefe de Estado Mayor ofreció, en cuanto a táctica, resultados positivos.